# Serbian Astronomical Journal
Le Serbian Astronomical Journal (« Journal astronomique serbe » ; abrégé en Serb. Astron. J. selon la norme ISO 4) est une revue scientifique serbe à comité de lecture à parution bisannuelle traitant d'astronomie. Il succède au Bulletin astronomique de Belgrade (titre original en français ; 1992–1998), qui résulte lui-même de la fusion du Bulletin de l'Observatoire astronomique de Belgrade (titre original en français ; 1936–1991) et des Publications of the Department of Astronomy (1969–1990). Il est publié sous son titre actuel depuis 1998 par l'observatoire astronomique de Belgrade et le département d'astronomie de l'université de Belgrade. Il publie des invited reviews, des articles scientifiques originaux, des rapports préliminaires ainsi que des articles professionnels couvrant tout le spectre de l'astronomie, de l'astrophysique, de l'exobiologie et des domaines liés.